# Kubuc i szuruk
Kubuc (קֻבּוּץ) i szuruk (שׁוּרוּק) – znaki diakrytyczne używane w alfabecie hebrajskim w ramach nikudu, oba są wymawiane jak u.
Kubuc składa się z trzech kropek pod literą, jednak w pisowni bez nikudu w miejscu kubuc pojawia się litera waw; przykładowo wyraz תֻּכִּי (trb. tuki, dosł. "papuga") może być zapisany jako תוכי. Natomiast szuruk składa z litery waw oraz kropki po jej lewej stronie.